# فهرست جاده‌های شرق به غرب در تورنتو
فهرست جاده‌های شرق به غرب در تورنتو  در زیر فهرستی از آزادراه‌های شرق به غرب و راه‌های شریانی در شهر تورنتو، انتاریو، کانادا آمده‌است. شهر تورنتو در یک الگوی شبکه‌ای سازمان‌دهی شده‌است که قدمت آن به طرحی که آگوستوس جونز بین سال‌های ۱۷۹۳ و ۱۷۹۷ تنظیم کرده بود، برمی‌گردد. اکثر خیابان‌ها در جهت شمال-جنوب یا شرق-غرب، بر اساس خط ساحلی دریاچه انتاریو تراز شده‌اند. به عبارت دیگر، جاده‌های اصلی شمال-جنوب عموماً عمود بر خط ساحلی دریاچه انتاریو و جاده‌های اصلی شرقی-غربی به طور کلی موازی با خط ساحلی دریاچه هستند.

### بزرگ‌راه ۴۰۱ انتاریو

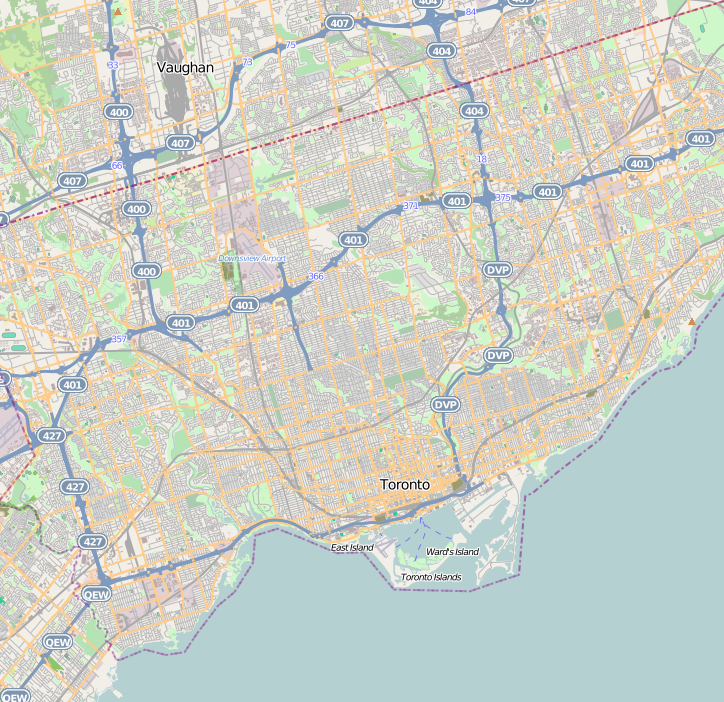
نقشه بزرگ‌راه ۴۰۱ انتاریو

### اسکله کوئینز (تورنتو)

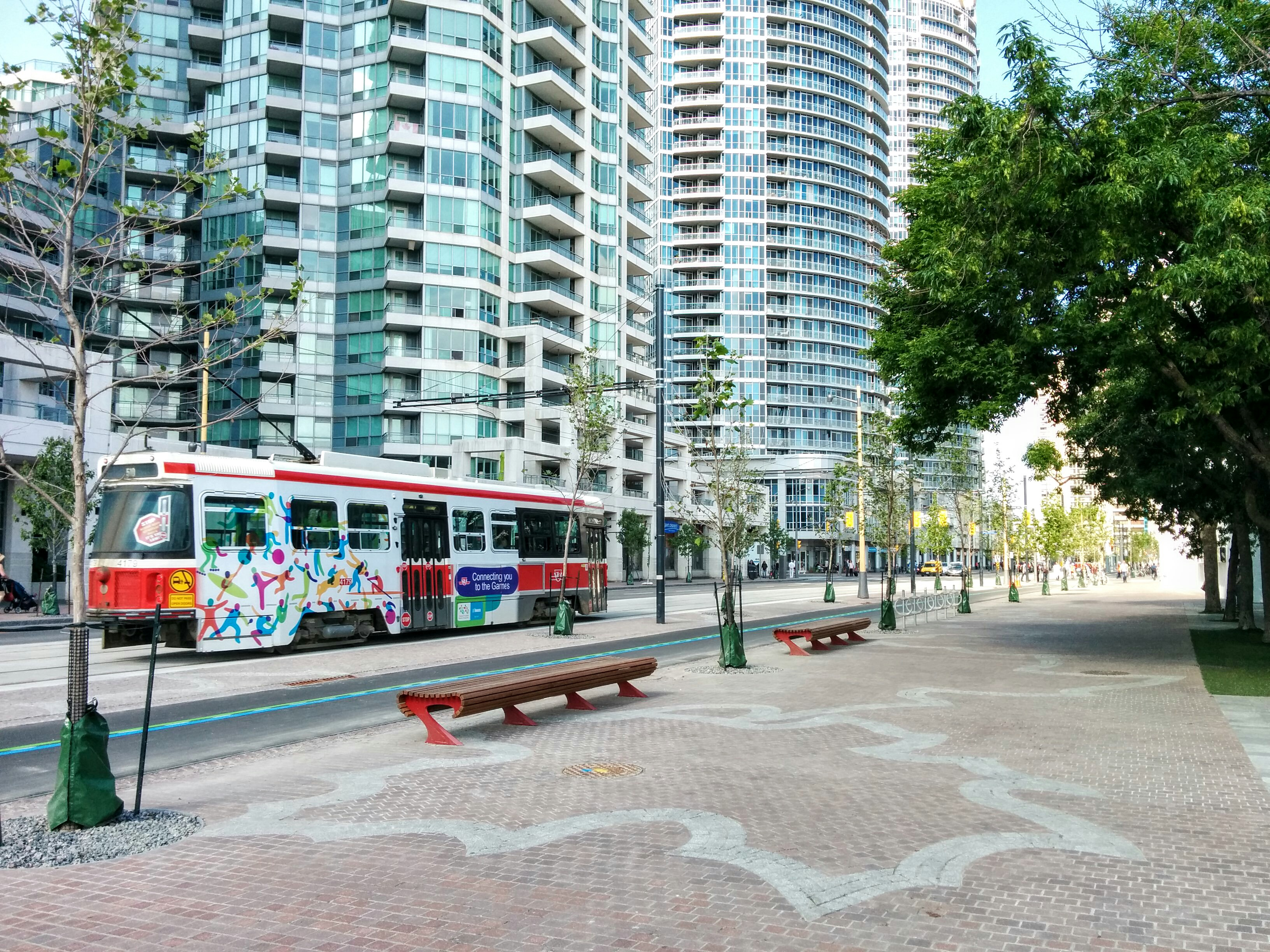
اسکله کوئینز (تورنتو)نمایی از بازسازی اخیراً تکمیل شده اسکله کوئینز در تورنتو.

### بلوار لیک شور

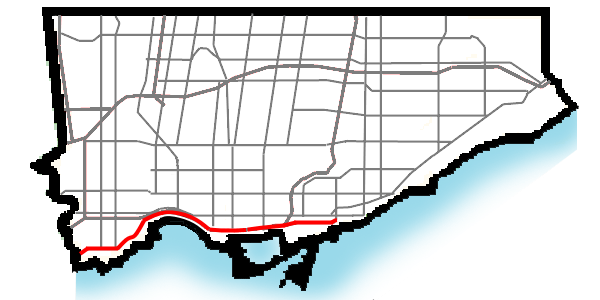
نقشه بلوار لیک شور

## جاده‌های شریانی

### خیابان فرانت (تورنتو)

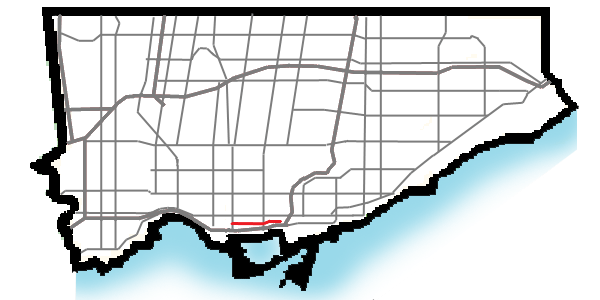
نقشه خیابان فرانت (تورنتو)

خیابان در امتداد خط ساحلی دریاچه انتاریو کشیده شده‌است. این خیابان ساختمان‌های مهمی دارد، از جمله سن لورنس مارکت، مریدین هال (تورنتو)، ایستگاه یونیون (تورنتو) و مرکز همایش متروی تورنتو.

### خیابان کارلتون

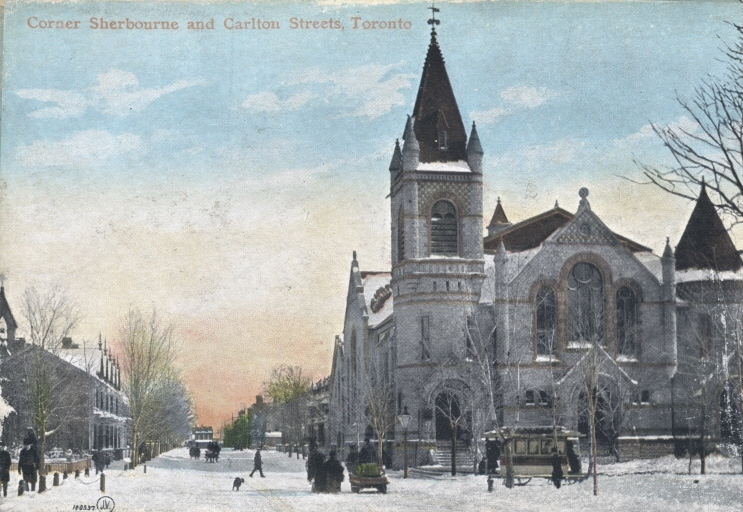
نگاهی به شرق در خیابان‌های کارلتون و شربورن در حدود سال ۱۹۱۰

### خیابان ایسترن (تورنتو)

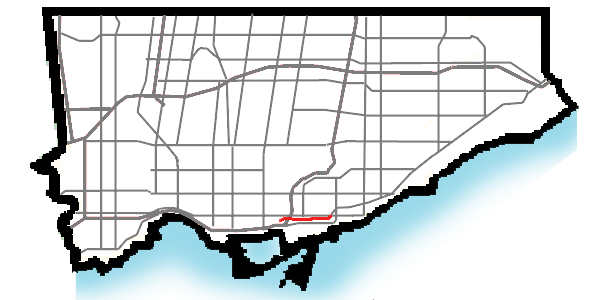
نقشه خیابان ایسترن (تورنتو)

### خیابان کینگ (تورنتو)

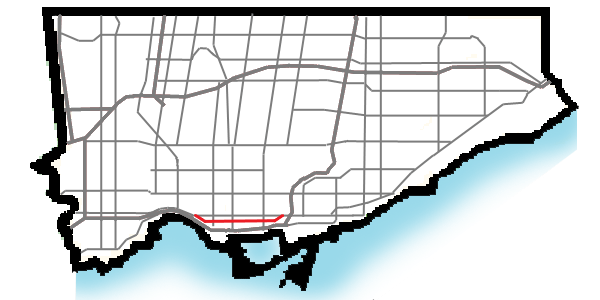
نقشه خیابان کینگ (تورنتو)

### کوئینزوی

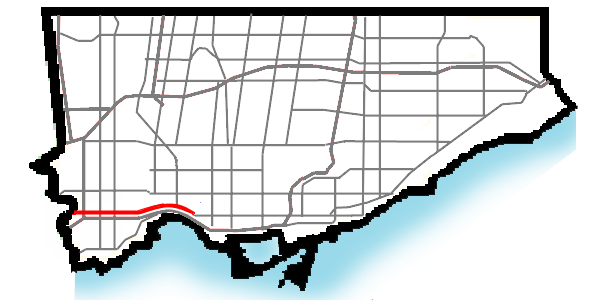
نقشه کوئینزوی

### خیابان کوئین (تورنتو)

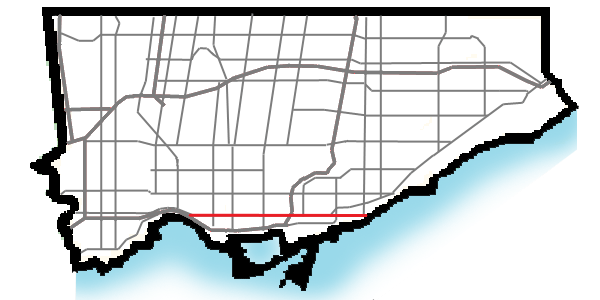
نقشه خیابان کوئین (تورنتو)

### خیابان داندس

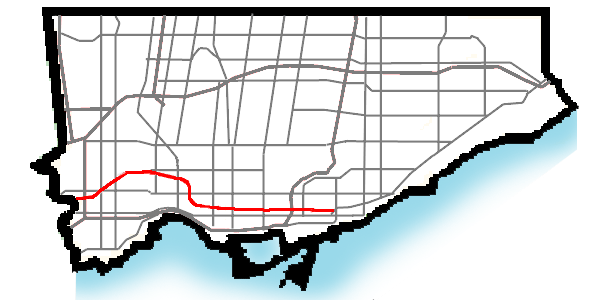
نقشه خیابان داندس

### خیابان جرارد (تورنتو)

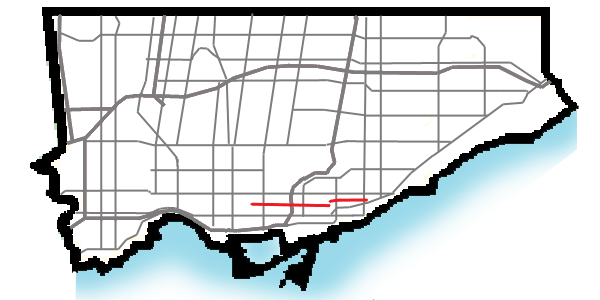
نقشه خیابان جرارد (تورنتو)

### خیابان کالج (تورنتو)

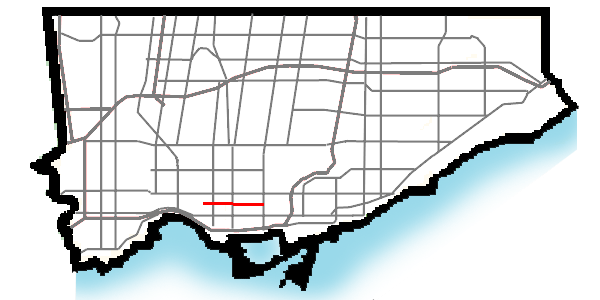
نقشه خیابان کالج (تورنتو)

### خیابان بلور

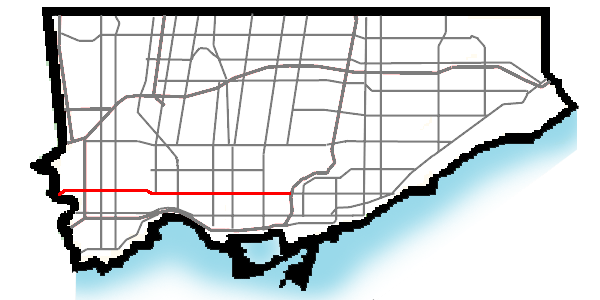
نقشه خیابان بلور

### خیابان دنفورث

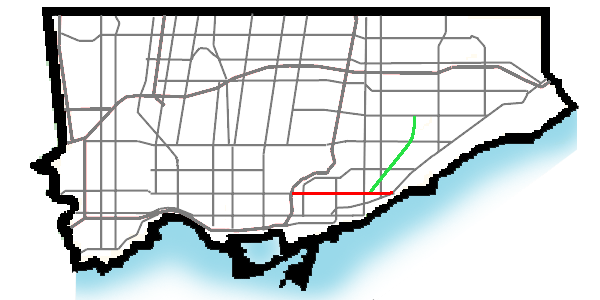
نقشه خیابان دنفورث

### جاده داونپورت

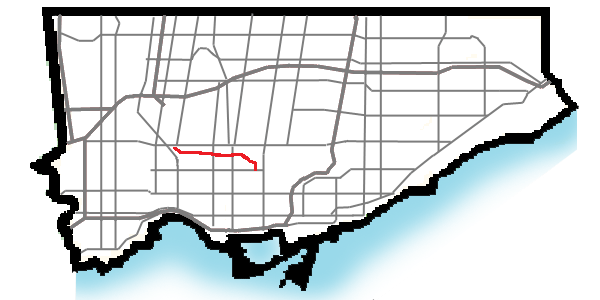
نقشه جاده داونپورت

### جاده برنهام تورپ

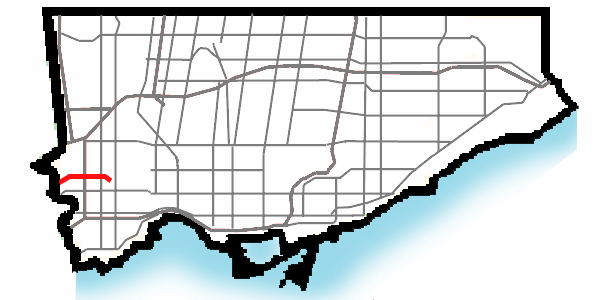
نقشه جاده برنهام تورپ

### خیابان سنت کلر

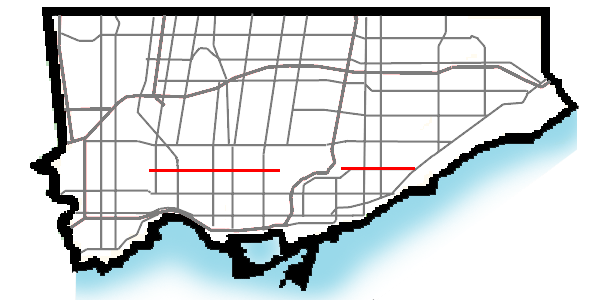
نقشه خیابان سنت کلر

### خیابان اگلینتون

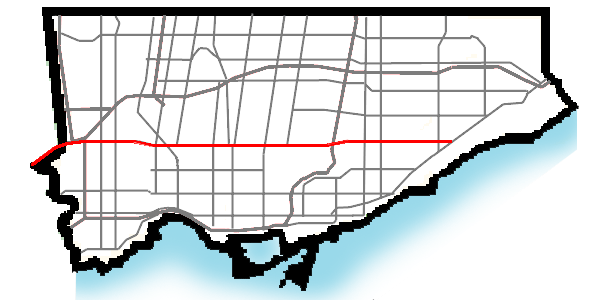
نقشه خیابان اگلینتون

### خیابان لارنس

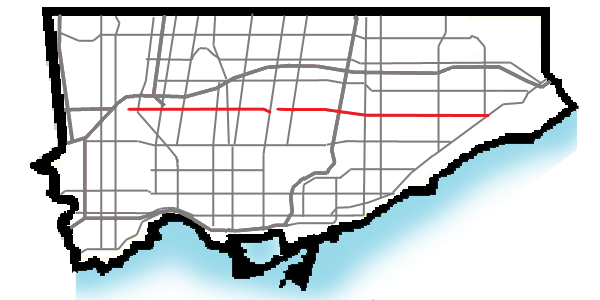
نقشه خیابان لارنس

### جاده یورک میلز

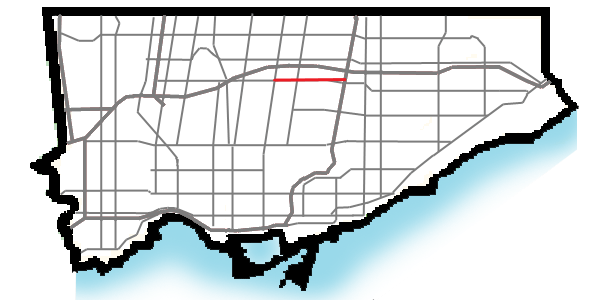
نقشه جاده یورک میلز

### خیابان شپرد

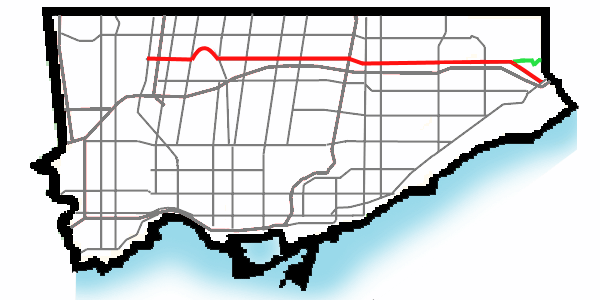
نقشه خیابان شپرد

### خیابان فینچ

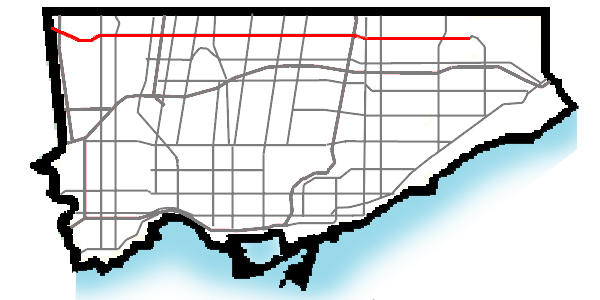
نقشه خیابان فینچ

### خیابان استیلز

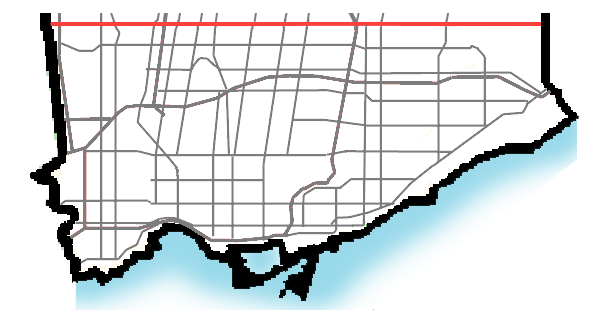
نقشه خیابان استیلز

### خیابان ریچموند
خیابان ریچموند به افتخار چارلز لنوکس، چهارمین دوک ریچموند نامگذاری شده‌است. لنوکس در سال ۱۸۱۸ به عنوان فرماندار کل آمریکای شمالی بریتانیا به کانادا آمد و یک سال بعد در حین گردش در حومه شهر پس از گزیده شدن توسط یک روباه هار درگذشت. خیابان ریچموند یک خیابان جفت یک طرفه از طرف غرب یکطرفه از خیابان یانگ به خیابان استراچان و از خیابان نیاگارا تا خیابان باتورست یک طرفه به شرق است.

### خیابان دوپونت

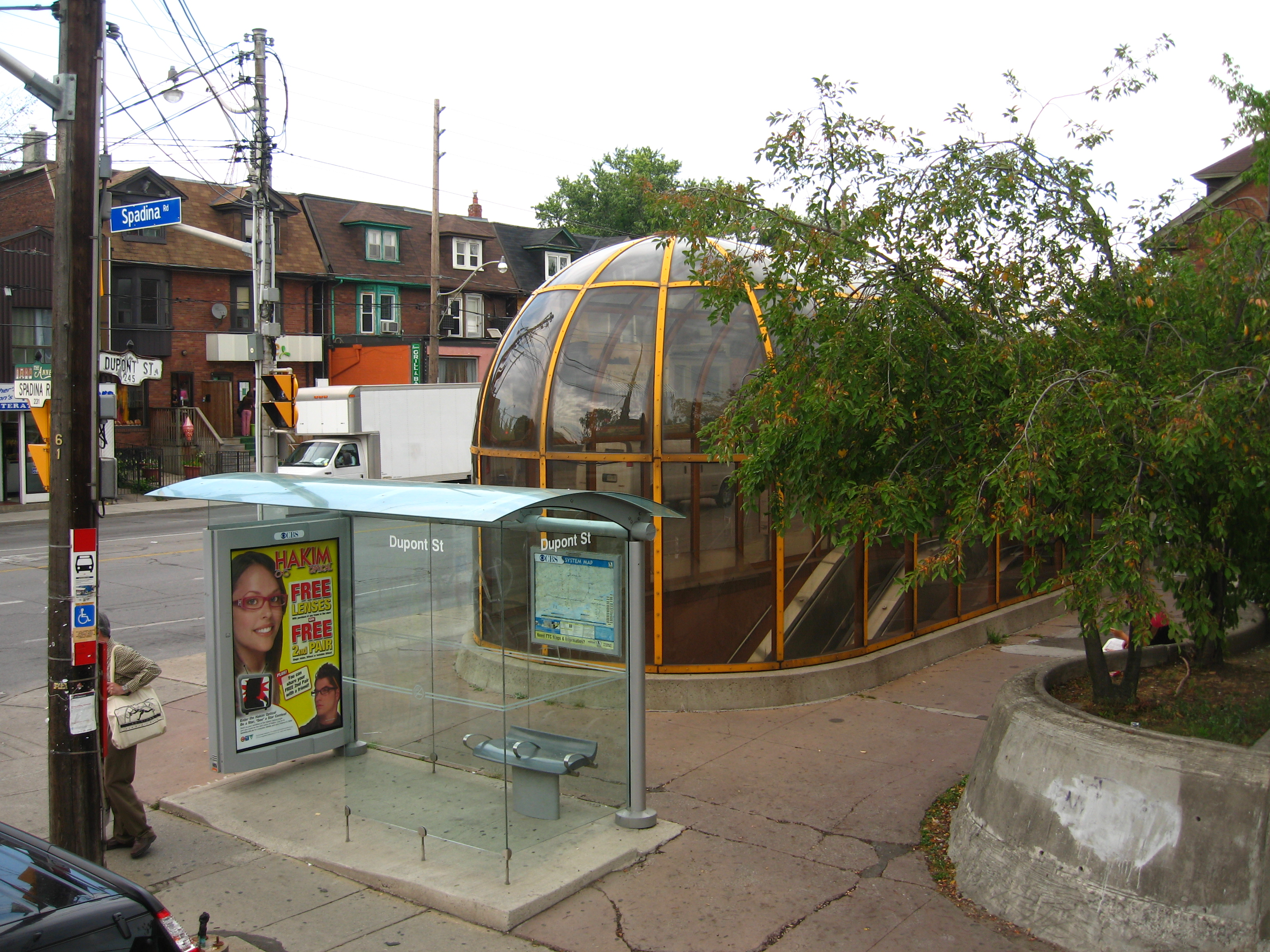
ورودی ایستگاه دوپونت

مرکز خرید گالریا، واقع در گوشه جنوب غربی خیابان دوپونت و خیابان دافرین، تنها مرکز خرید محصور واقع در خیابان دوپونت، و همچنین در تورنتو قدیمی در غرب خیابان اونیو و شمال خیابان بلور/خیابان دنفورث بود. با این حال، این مرکز خرید در اواخر سال ۲۰۱۹ برای همیشه بسته شد و در سال ۲۰۲۰ برای توسعه مجدد تخریب شد. ایستگاه دوپونت به این خیابان در خیابان اسپادینا خدمت می‌کند.

### جاده دیکسون
جاده دیکسون پس از خانواده دیکسون نامگذاری شد و قبلاً جاده مالتون نامیده می‌شد. جورج و توماس دیکسون به ترتیب در سال‌های ۱۸۱۸ و ۱۸۲۳ کارخانه‌های چوب بری در املاک خود در کنار جاده ساختند. دیکسون از بزرگراه ۴۲۷ شروع می‌شود و به سمت شرق به سمت محله سابق یورک حرکت می‌کند و به جاده اسکارلت تبدیل می‌شود. جاده دیکسون در غرب بزرگ‌راه ۴۲۷ انتاریو به‌عنوان جاده فرودگاهی (پیل منطقه‌ای ۷)، نام‌گذاری شده به نام فرودگاه بین‌المللی پیرسون تورنتو، ادامه می‌یابد. امتداد بین بزرگراه ۴۲۷ و جاده مارتین گروو اغلب به عنوان «نوار فرودگاه» شناخته می‌شود.

### جاده اِلسمیِـر
نام جاده اِلسمیِـر برگرفته از نام دهکده‌ای است (تأسیس شده به عنوان اداره پست در سال ۱۸۵۳) که زمانی تقاطع خود را با جاده کندی اشغال می‌کرد، که خود به خاطر زادگاه السمیر، شراپ‌شر مهاجران اولیه انگلستان در شراپ‌شر نامگذاری شده‌است. زمین‌های اطراف به طور متناوب بین خانه‌های تک واحدی و نوارهای تجاری، همراه با پارک‌های صنعتی، در طول آن قرار دارند. این جاده همچنین بر اساس بررسی اولیه شهر قدیمی اسکاربرو به عنوان جاده امتیاز دوم شناخته می‌شود. این خیابان به جاده کینگستون ختم می‌شود و یک بخش به سمت جنوب شرقی می‌چرخد و قسمت دیگر به یک بن‌بست در غرب بزرگ‌راه ۴۰۱ انتاریو ختم می‌شود.